# Dragan Đokanović
Dragan Đokanović (Sarajevo, 20. travnja 1958.) je bosanskohercegovački političar.
Doktor je medicine, pedijatar – neonatolog  na odjelu Pedijatrijske klinike Kliničkog centra univerziteta u Sarajevu.

## Životopis
Osnovnu školu, gimnaziju (treću) i medicinski fakultet završio u Sarajevu. Za odličan uspjeh u toku školovanja dobio je Zlatnu značku “Ognjen Prica”. Završio je specijalizaciju iz pedijatrije i dva postdiplomska studija na medicinskom fakultetu u Sarajevu (Klinička medicina i Socijalna medicina s organizacijom zdravstvene zaštite).

## Športske aktivnosti
U mladosti se bavio gimnastikom. Trenirao je u Sarajevu i Mađarskoj. Višestruki je pobjednik na juniorskim i seniorskim prvenstvima Bosne i Hercegovine. Bio je omladinski prvak Jugoslavije na razboju (državno prvenstvo u Novom Mestu, 1975. godine),  za omladinsku reprezentaciju Jugoslavije nastupio je, 1976 godine, u Fermu (Italija) na dvomeču reprenzentacija Italije i Jugoslavije. U seniorskoj konkurenciji, 1981. godine u Trbovlju na Kupu Jugoslavije, drugoplasirani je u ukupnom plasmanu, a u vježbama po spravama osvojio je još četiri medalje. Iste godine, kao reprezentativac Jugoslavije, nastupio je na međunarodnom turniru "Zlatni Pjasci" u Varni - Bugarska. Te 1981. godine proglašen jednim od najboljih športaša Bosne i Hercegovine. U Sarajevu je osnovan gimnastički klub "Dragan Đokanović".

## Političke aktivnosti

### Stranačke aktivnosti
Osnovao je Demokratsku stranku federalista 2. svibnja 1990. godine s ciljem očuvanja ravnopravnosti tri ovdašnja konstitutivna naroda i afirmacije europske ideje. Stranka je sudionica prvih višestranačkih izbora u povijesti Bosne i Hercegovine, kao i izbora u organizaciji OSCE-a 1996 godine. Demokratsku stranku federalista osnovao je i za Srbiju, 2003. godine, s ciljem ulaska cjelokupnog Srbije u Europsku uniju. Formirao je, 1993 godine, Ministarstvo za boračka pitanja i pitanja civilnih žrtava rata, u Vladi Republike Srpske.
U toku rata u Bosni i Hercegovini otvorio je pitanje ratnih zločina i genocida. Svjedočio o tome, pred Haškim tribunalom, od 14. do 18. ožujka 2005. i u studenom 2009. godine.

### Kandidature
Kandidirao se za predsjednika Republike Srpske 1996. godine kao protivnik vladavine Radovana Karadžića.
Kandidirao se za predsjednika Republike Srpske, na prijevremenim izborima 2007 godine, kao protivnik vlasti Milorada Dodika.

## Vanjske poveznice
- Službena prezentacija
- Svjedočenje u Haagu[neaktivna poveznica]